# Великая Горбаша (Новоград-Волынский район)
Вели́кая Горба́ша (укр. Велика Горбаша) — село на Украине, основано в 1610 году, находится в Звягельском районе Житомирской области.
Население по переписи 2001 года составляет 489 человек. Почтовый индекс — 11767. Телефонный код — 4141. Занимает площадь 1,871 км².

## Адрес местного совета
11762, Житомирская обл., Звягельский р-н, с. Ярунь, ул. Мира, 13